# Bentō

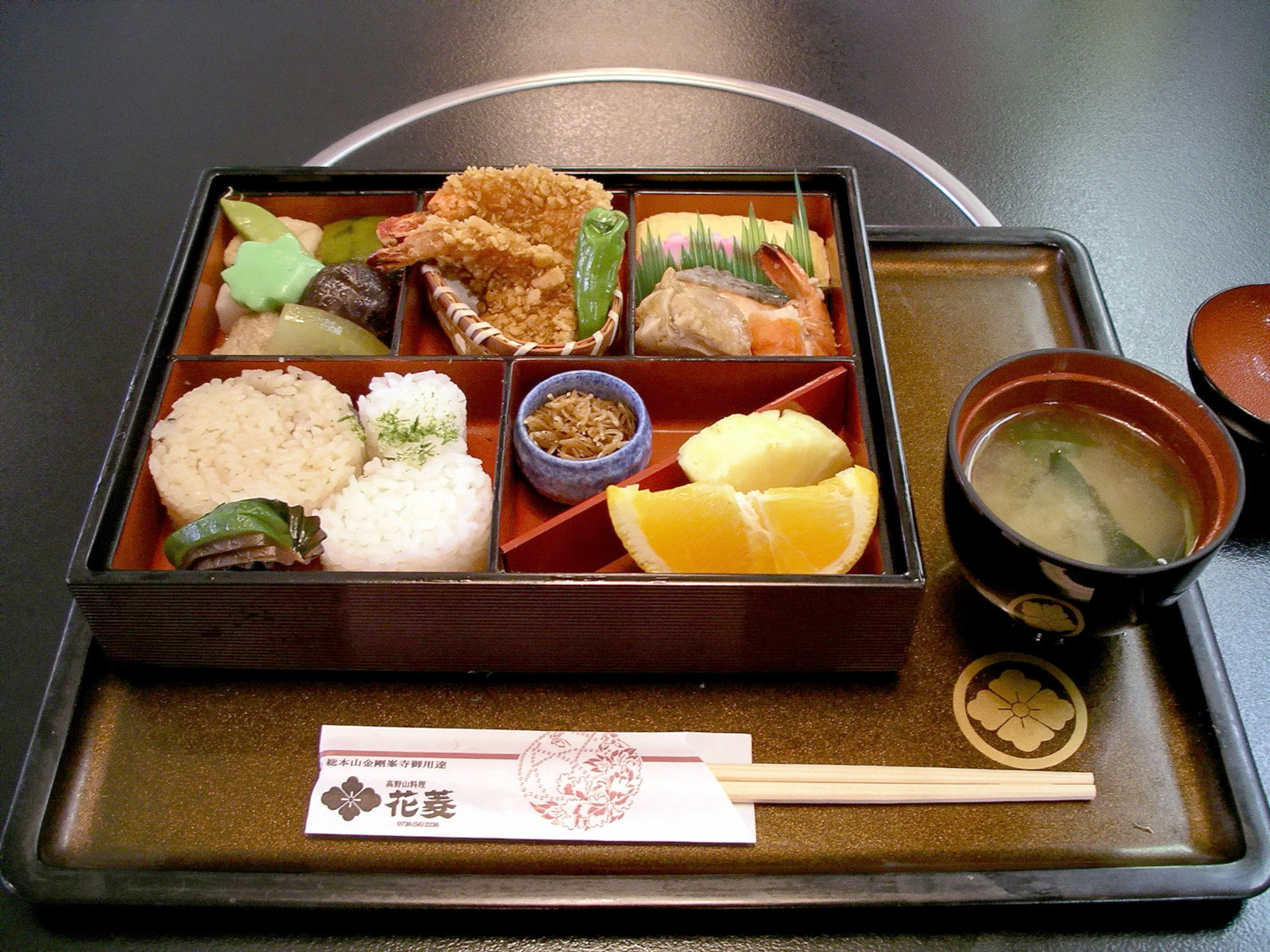
Bentō servido en un restaurante del Monte Kōya.

El bentō (en japonés, 弁当 o べんとう) es una ración de comida preparada para llevar, bastante común en la gastronomía japonesa. Tradicionalmente suele incluir arroz, pescado o carne, y una guarnición o acompañamiento a base de verdura. Está hecho a mano y suele ir en una bandeja o recipiente al uso, como cajas de madera (las bento boxes).
Aunque lo más común es elaborarlo en casa como comida para llevar, también puede adquirirse bentō preparado en tiendas de ultramarinos, tiendas de alimentación y estaciones de tren. En ocasiones la comida puede tener una elaboración más compleja, al tratar de representar objetos diversos.

## Historia

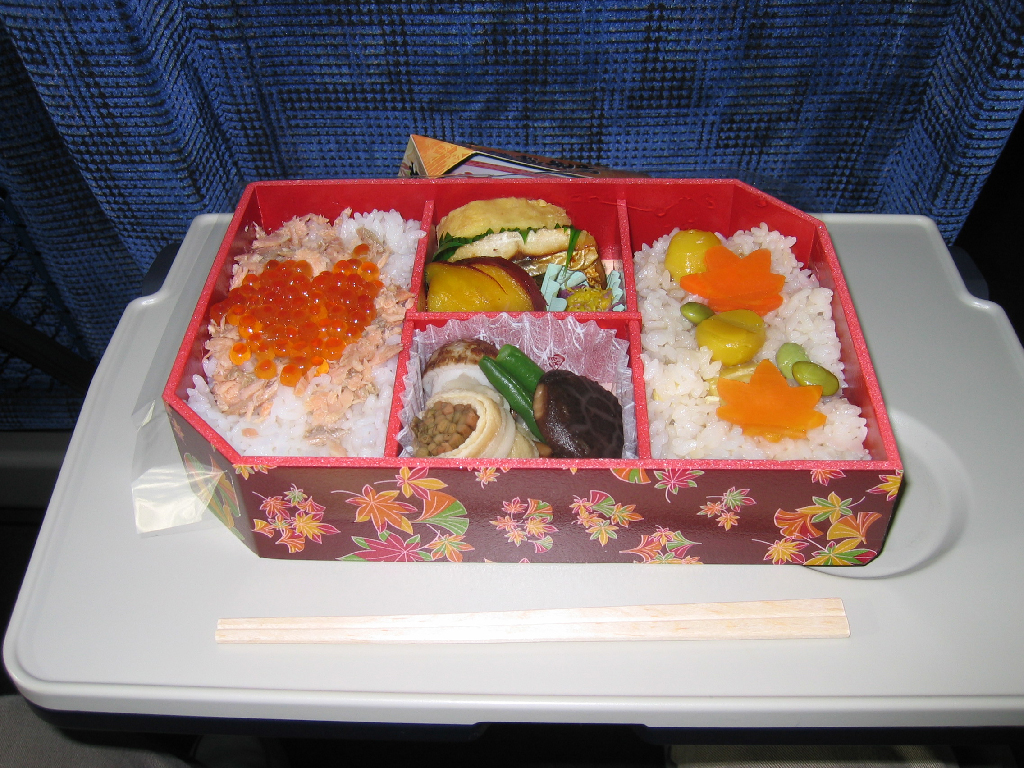
Un ekiben adquirido en la Estación de tren de Tokio.

El origen del bentō puede remontarse al final del período Kamakura (1185 a 1333), cuando solía servirse un arroz cocinado y secado llamado hoshi-ii, que solía envasarse en una bolsa pequeña. En el período Azuchi-Momoyama (1568 a 1600) comenzaron a surgir las cajas lacadas de madera como recipiente tradicional y el bentō solía consumirse durante un hanami o fiestas del té.

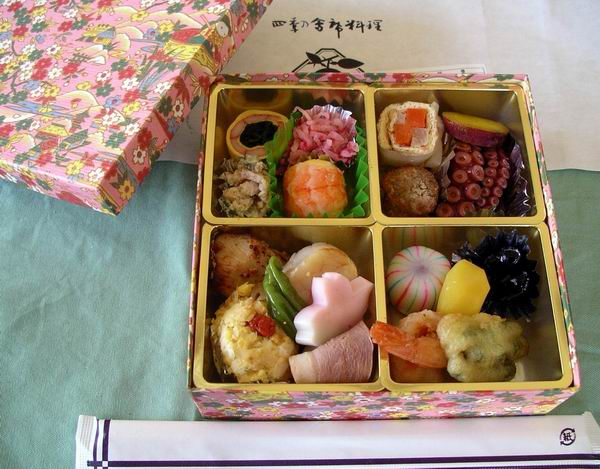
Hanami bentō.

En el período Edo (1603 a 1867) la cultura del bentō comenzó a desarrollarse por todo el país y pasó a una mayor sofisticación en algunos casos. El bentō pasó a ofrecer una mayor variedad en la elaboración de los platos como el koshibentō (onigiri enrollados con hojas de bambú) o el makuno-uchi bentō. En el período Meiji (1868 a 1912) comenzaron a comercializarse bentō preparados como el ekiben y su uso también se generalizó entre estudiantes y trabajadores debido a que las empresas y escuelas no servían comida y era conveniente prepararla en casa.
Tras un período en el que el uso del bentō cayó entre la población, este recobró su popularidad en los años 1980 con la ayuda del microondas y la proliferación de las tiendas de alimentación, y volvió a ser utilizado por muchos estudiantes y trabajadores.

## Contenido

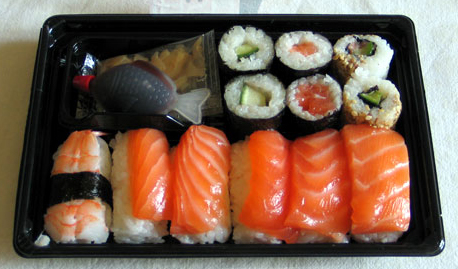
Sushidzume.

El bentō suele incluir un plato compuesto o un surtido variado. Tradicionalmente puede llevar:
- Una porción estándar de arroz gohan (un cuenco) acompañado con un sushi o un umeboshi en el centro para representar la bandera de Japón.
- Una porción de pescado, normalmente frituras como tempura o salmón, y/o carne como cerdo o pollo. También puede haber marisco en tsukudani o incluso una tortilla enrollada.
- Una pequeña porción de legumbres maceradas o marinadas.
- Piezas de fruta en pequeñas porciones.

El bentō suele consumirse frío, aunque desde la proliferación de los microondas la comida puede calentarse.

## Tipos debentō

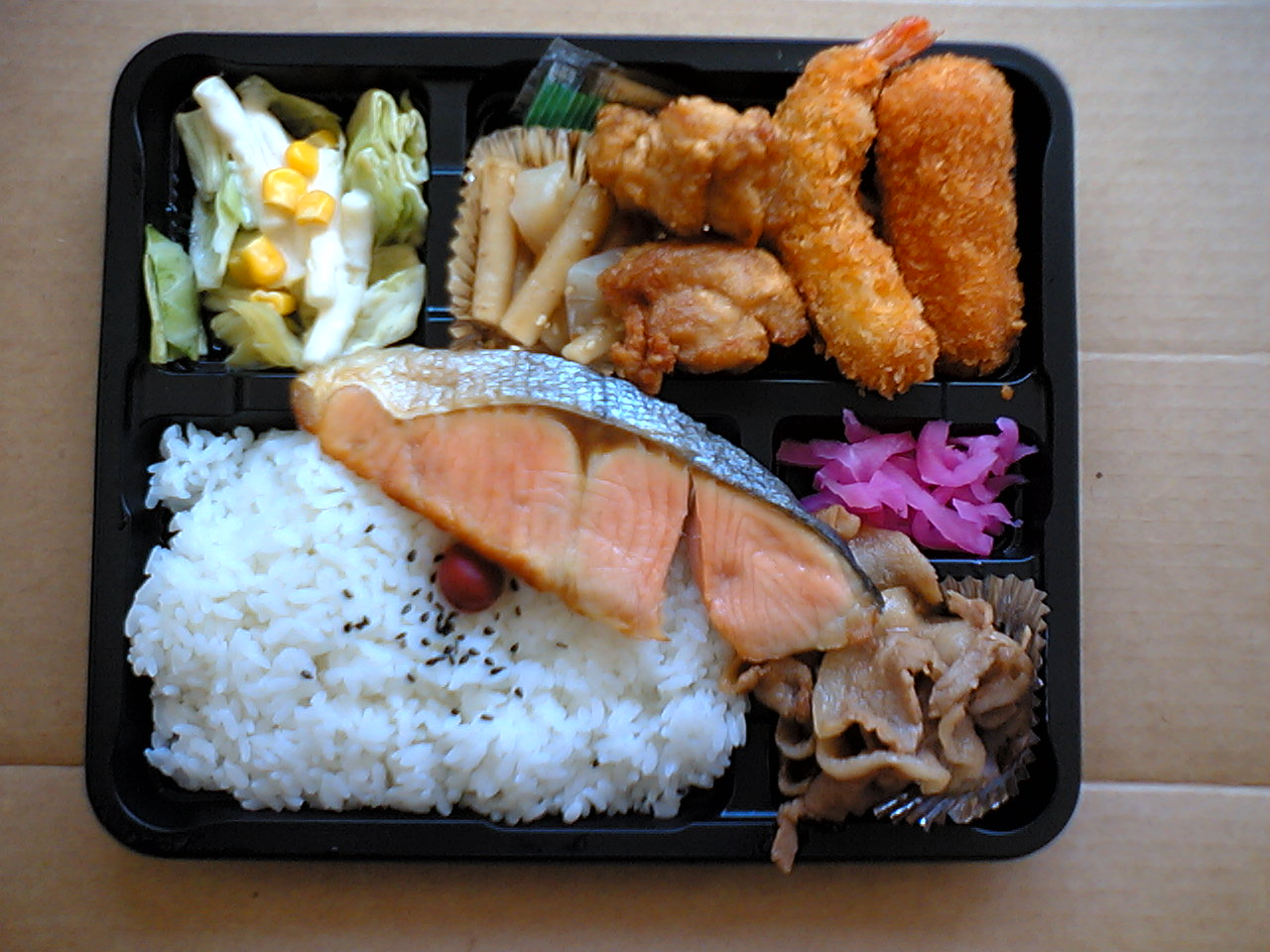
Bentō de lujo.

Estos son solo algunos de los tipos de bentō disponibles y el nombre que reciben.
- Shōkadō bentō (松花堂弁当) es una tradicional caja japonesa de bentō de color negro lacado.
- Chūka bentō (中華弁当) está relleno de comida china, que suele servirse fría.
- Makunouchi bentō (幕の内弁当) es un bentō tradicional con arroz, una pieza de fruta, salmón, huevo, etcétera.
- Noriben (海苔弁) es un bentō simple con un nori bañado en salsa de soja que cubre el arroz.
- Shidashi bentō (仕出し弁当) está hecho en un restaurante y servido durante la comida. Suele contener comida japonesa tradicional como tempura, arroz o vegetales, aunque también existen otras variantes con comida occidental disponible.
- Sushidzume (鮨詰め) es un bentō relleno con sushi.
- Tori bentō (鳥弁当) son piezas de pollo cocinadas en salsa y servidas con arroz.
- Hinomaru bentō (日の丸弁当) consiste en un bentō relleno de arroz con un umeboshi en el centro.

## Tipos de recipiente
El nombre que recibe el recipiente del bentō es el bentōbako (弁当箱), el cual contiene la comida. Existen varios tipos según el material que se emplee:
- Cofres tradicionales en madera lacada (normalmente en color negro) que suelen servirse en restaurantes tradicionales o de lujo.
- Imitaciones de las mismas realizadas en resina sintética y reutilizables que suelen servirse en restaurantes modernos.
- Cajas herméticas en plástico duro, con un mayor carácter ecológico y que suelen emplearse para llevar fuera.
- Cajas de uso único realizadas en plástico o polistirol, que suelen venderse en las tiendas con la comida preparada para consumir.